# Liste der Naturdenkmale in Steineberg
Die Liste der Naturdenkmale in Steineberg nennt die im Gemeindegebiet von Steineberg ausgewiesenen Naturdenkmale (Stand 4. Juni 2024).

## Naturdenkmale
| Nr.         | Bezeichnung                                    | Lage                                 | Beschreibung                                                                                         | Bild                          |
| ----------- | ---------------------------------------------- | ------------------------------------ | --- | ----------------------------- |
| ND-7233-149 | Basaltlavabruch mit Wasserfläche unter der Ley | südlich des Ortes; Flur Die Ley Lage | aufgelassener Steinbruch mit Feuchtbiotop; flächenhaftes Naturdenkmal, ca. 0,5 ha                    | Fotos hochladen               |
| ND-7233-165 | Steineberger Ley                               | südlich des Ortes; Flur Die Ley Lage | tertiärer Basaltgipfel mit Ringwall unbekannter Zeitstellung; flächenhaftes Naturdenkmal, ca. 4,8 ha | mehr Fotos \| Fotos hochladen |